# David Matthews (compositeur)
 (octobre 2024).
Si vous disposez d'ouvrages ou d'articles de référence ou si vous connaissez des sites web de qualité traitant du thème abordé ici, merci de compléter l'article en donnant les références utiles à sa vérifiabilité et en les liant à la section « Notes et références ».
Pour les articles homonymes, voir David Matthews.
David Matthews, né le 9 mars 1943, est un compositeur anglais essentiellement de musique orchestrale, de chambre, vocale et de pièces pour piano.

## Biographie
Né à Londres dans une famille mélomane mais sans éducation formelle, le désir de composer de Matthews ne se manifeste avant l'âge de seize ans, et pendant un temps, lui et son jeune frère Colin Matthews, également compositeur, sont l'un à l'autre leurs enseignants respectifs. La ferveur pour Gustav Mahler au début des années 1960, lorsque les œuvres du compositeur autrichien commencent à entrer dans le répertoire britannique régulier, donne à chacun d'eux une énorme impulsion créatrice mais même s'ils ont parfois depuis collaboré comme arrangeurs (dans l'orchestration des sept premiers chants de Mahler, par exemple) et comme éditeurs (dans la version publiée de la « version » de Deryck Cooke du brouillon de la dixième symphonie de Mahler), en tant que compositeurs ils ont suivi leurs chemin de façon tout à fait séparée.
David Matthews est lecteur d'Humanités à l'université de Nottingham mais se sentant encore trop autodidacte, il étudie la composition musicale auprès d'Anthony Milner. Il est aussi beaucoup aidé par les conseils et les encouragements de son compatriote compositeur Nicholas Maw. Il est ensuite associé pendant trois ans à Benjamin Britten et au festival d'Aldeburgh. Ce n'est pas avant l'âge de 25 ans qu'il produit un travail qui le satisfait suffisamment pour qu'il le désigne comme son opus no 1. Il se tient à l'écart de l'enseignement mais pour financer sa carrière de compositeur est employé dans beaucoup de travaux éditoriaux et d'orchestration de musiques de film. Il rédige également quelques articles et commentaires pour diverses revues musicales, le point culminant de cette activité étant son livre paru en 1980 consacré à Michael Tippett, composeur pour lequel il éprouve une très grande admiration.

## Caractéristiques
Tippett est en effet l'une des plus fortes influences sensibles sur la musique de Matthews, qui pourrait être qualifiée de distillation et développement potentiels de certaines qualités qui distinguent la génération des grands compositeurs anglais tels que Tippett, Britten et Maw – notamment leur écriture mélodique extatique et l'harmonie tonale élargie. Mais sous cette surface trompeusement « anglaise » et apparaissant de plus en plus au premier plan dans les compositions récentes, se trouve un intérêt pour la structure à grande échelle qui le relie plutôt à la tradition de l'Europe centrale, à travers Mahler et finalement Beethoven. Depuis les années 1990, il s'intéresse de plus en plus au tango comme forme de danse capable de porter des structures complexes et dans certaines de ses symphonies et quatuors à cordes, un tango prend la place traditionnellement réservée au scherzo.

## Compositions
Bien qu'il ait écrit une certaine quantité de musique vocale, notamment un cycle de mélodies, The Golden Kingdom sur des poèmes de Kathleen Raine et Cantiga, cantate dramatique sur l'histoire tragique d'Inés de Castro, sur un texte de la novelliste Maggie Hemingway (partenaire de Matthews pendant les dix dernières années de sa vie), la production de Matthews dans son ensemble est centrée sur les formes instrumentales et orchestrales classiques. Sa série de treize quatuors à cordes est l'une des plus remarquables à laquelle aucun compositeur ne s'est essayé ces dernières années. Il a jusqu'à présent composé huit symphonies. L'ensemble de ses œuvres telles que September Music, la Serenade, deux concertos pour violon, des concertos pour violoncelle, piano et pour hautbois, les poèmes symphoniques In the Dark Time, The Music of Dawn, A Vision and a Journey et la monumentale Chaconne orchestrale (inspirée d'un poème de Geoffrey Hill), montrent qu'il peut créer pour grands et petits orchestres avec habileté.
Matthews célèbre son 70e anniversaire en 2013. C'est l'occasion pour le Nash Ensemble de donner un concert-portrait au Wigmore Hall, concert qui comprend la création d’A Blackbird Sang, quatuor pour flûte et cordes, un nouveau poème symphonique de grande ampleur A Vision of the Sea, créé aux Proms par la philharmonique de la BBC, un nouveau concerto pour violon, alto et cordes commandé à la fois par les festivals de Presteigne et Cheltenham, deux pièces pour piano en hommage à William Howard interprétées au festival de Spitalfields et la sortie de deux enregistrements, un disque de musique pour piano chez Toccata Classics avec la pianiste finlandaise Laura Mikkola et l'un de la Septième Symphonie de Matthews (Orchestre symphonique de Bournemouth/John Carewe) et Vespers pour chœur et orchestre (BSO/Chœur Bach de Londres (en)/David Hill).

## Livres
- 1980 : Michael Tippett, An Introductory Study, Faber & Faber.
- 1992 : Landscape into Sound (the 1st Peter Fuller Memorial Lecture), Claridge Press.
- 2003 : Britten, Haus Publishing (en).
- 2014 : David Matthews: Essays, Tributes and Criticism, Plumbago Books and Arts.